# Планетезималь
Планетезима́ль (от англ. planet — планета и англ. infinitesimal — бесконечно малая) — небесное тело на орбите вокруг протозвезды, образующееся в результате постепенного приращения более мелких тел, состоящих из частиц пыли протопланетного диска. Непрерывно притягивая к себе новый материал и накапливая массу, планетезимали формируют всё более крупное тело. С ростом массы растет первая космическая скорость, она же скорость падения и кинетическая энергия столкновения, что приводит к переплавлению поверхности тела в месте удара и в дальнейшем к полному переплавлению. Кроме температуры, давление и плотность в центре тела начинает расти. Примером планетезимали является астероид (21) Лютеция, у которого под толстым километровым слоем пыли находится плотное ядро. Вероятно, каждый гравитационный катаклизм, не доводящий до значительного разрушения планетезимали, переукладывает её материал в зависимости от его плотности и сыпучести.
Если накапливание материала продолжается, уплотняющееся вещество стремительно увеличивает давление и температуру в ядре планетезимали. Если ядро достигает положительного теплового баланса, теряя меньше тепла, чем генерируя, наиболее легкоплавкий материал ядра достигает точки плавления, более тяжёлые и тугоплавкие материалы тонут в гравитационный центр тела, а дифференциация ядра от прилегающих нерасплавленных слоёв заметно ускоряется. С этого момента планетезималь становится протопланетой. Примером являются Марс, и Меркурий, где дифференциация недр не дошла до конца, поскольку притяжение не позволяет падающему материалу развить достаточно большую скорость для полного переплавления планеты.
Теория формирования планет, включающая так называемую «гипотезу планетезималей», была предложена на рубеже XIX—XX века американскими учёными Молтоном и Т. Чемберленом. В СССР данную гипотезу развивал астроном В. Сафронов, в настоящее время она поддерживается большинством астрономов мира.